# ノーベルガンダム
- 機動武闘伝Gガンダム > モビルファイター > ノーベルガンダム

ノーベルガンダムは、テレビアニメ『機動武闘伝Gガンダム』に登場する架空の兵器。
第13回ガンダムファイトで、アレンビー・ビアズリーが搭乗するネオスウェーデン代表モビルファイター  (MF) 。大会登録番号はGF13-050NSW。

## 機体解説
ネオスウェーデンが第13回ガンダムファイト向けに開発した機体。セーラー服を着てハイヒールを履いた女性型デザインのモビルファイター。見た目こそ華奢ではあるものの、アレンビーの新体操の動きを取り入れたファイトで高い戦闘能力を発揮する。機動力も高く、セーラー服の襟の部分に当たる部位に設けられたハッチが開いてメインスラスターが露出する構造になっている。
機体のデザインはカトキハジメによるもの。基本的にはRX-78-2 ガンダム（厳密に言えば、『ガンダムセンチネル0079』でカトキが発表したアレンジバージョン。俗にいう「RX-78-2 ver.ka」）を女性型のプロポーションにアレンジしたもの。総監督の今川泰宏によると本機のデザインは茶化したわけではなく、格好良いと思ってデザインしたと証言している。
バーサーカーシステム
外部からパイロットを強制的にコントロールし、「バーサーカーモード」を発動して暴走させるシステム。このシステムが起動すると、髪の毛状の放熱フィンが展開し、機体がピンクに光り輝く。また、一時的に機動性と攻撃力が飛躍的な向上を遂げるが、パイロットの意識は完全に外部からコントロールされた状態となる(パイロット本人もサブリミナルシステムにより闘争心を強化されてしまう)。
このシステムの受信装置はコクピットのすぐそばにあり、これを破壊すれば外部からの制御は不可能になるが、パイロットを傷つける事無く外部から破壊するには相当の技量が必要である。

## 武装
ビームリボン
本機に搭載された近・中距離用のビーム武装。鞭のようにビームの形状が変化するほか、出力を調整することでビームサーベルとしての使用も可能。
バルカン砲
頭部に搭載されている牽制用の武装。
ビームフラフープ
ビームで形成されたフラフープ状の武装。敵に投げ付けて攻撃する。劇中では「ノーベルフラフープ」と呼称された。
ゴッドフィンガー
本来はゴッドガンダムの必殺技。ドモン・カッシュとのタッグ戦で初使用。ゲームでは対称的に左腕で放つ作品もある。
ノーベルガンダムがこの技を使える理由は、アレンビーがドモンに裏技を教えていた際にゴッドガンダムの内部構造を知り、タッグ戦前にドモンとの合体技を考慮した回路変更を行ったためである。

## 劇中での活躍
アルゴ・ガルスキーの駆るボルトガンダムを、バーサーカーモードの発動によって48秒で破る。ゴッドガンダムと組んでタッグマッチを戦ったこともあるほか、ドモンの特訓にも使用され、ジョルジュ・ド・サンドの駆るガンダムローズとの非公式試合の際には制止に来たネオフランスのモビルスーツ・ゴダールを足止めしている。その後、アレンビーがウォン・ユンファによってさらわれた後にDG細胞に感染させられ、ランタオ島でウォルターガンダムへ変異したが、レイン・ミカムラの駆るライジングガンダムによって撃破された。
物語終盤、「ガンダム連合」が結成された際には再登場（2号機説や「ノーベルガンダムmk-II」説あり）し、キラル・メキレルの駆るマンダラガンダムらと共に地球をデビルガンダムから守るべく立ち上がる。
漫画『超級!機動武闘伝Gガンダム』にも登場するが、そのファイトスタイルは新体操の優雅さのかけらもない、ケンカ殺法そのものである。また、ドモンと組んでミケロ・チャップマン組とのタッグマッチを強いられた際には、二人の奇襲によって大破しながらも自らバーサーカーモードを発動してドモンのために奮戦した。設定画では頭髪状の放熱フィンが後頭部のみの「ポニーテールモード」と、側頭部のみの「ツインテールモード」が公表されている。

## バリエーション

### ノーベルガンダム・ルンド
本物のシュバルツ・ブルーダーの過去を描いたウェブ小説『機動武闘伝Gガンダム外伝 The East is Burning Red 英雄変生』に登場。
第12回ガンダムファイトで運用されたノーベルガンダムの先代機で、ガンダムファイターはリミテックス。

### 高機動ノーベルガンダム
高機動ノーベルガンダム（スーパーノーベルガンダム）は、漫画雑誌「コミックボンボン」にて連載されたときた洸一によるコミカライズ版に登場。終盤の「ガンダム連合」に参加した際、アレンビーが搭乗していた機体。ネオスウェーデンが、第14回ガンダムファイト用に開発したプロトタイプとの説もある。
基本的な姿はノーベルガンダムと大差ないが、機体色が白を基本としたものに変更され、両肩にそれぞれバーニアが3つ付加され、腰部にもバーニアが付いたテールバインダーを装備している。必殺技は「クレッセントフープショット」。

## セーラームーンとの関連性
この機体が劇中に登場した当時は、アニメ『美少女戦士セーラームーン』シリーズが女児を中心に社会現象となるほどの人気だった。
また、前述のコミックボンボン版に登場した高機動ノーベルガンダムはシリーズ3作目「美少女戦士セーラームーンS」に登場した強化形態「スーパーセーラームーン」が元ネタ。
前述のときた洸一による漫画版の単行本2巻巻末に付属するおまけ4コマ漫画『がんばれ！ドモンくん』では、パイロットのアレンビーによる「ノーベルガンダムでおしおきよー!」のセリフと共にノーベルガンダムがセーラームーンの決めポーズをとっている。1998年のゲーム『スーパーロボット大戦F完結編』では『新世紀エヴァンゲリオン』の葛城ミサトがセーラーガンダムと言っているほか、2004年のゲーム『スーパーロボット大戦MX』での、『GEAR戦士電童』のベガがアレンビーに「あのガンダム…ティアラとか投げたりする？」「月に代わって何々とか……」と聞くシーンがある。これは、ミサト役とベガ役の三石琴乃が『セーラームーン』で月野うさぎを演じていることからくる声優ネタである。
また、月刊「モデルグラフィックス」誌上で長谷川やすよし製作によるフルスクラッチ1/144ノーベルガンダムをベースに、各モデラーが『セーラームーン』に登場する各セーラー戦士に改造する特集が企画されたこともあった。結果的にその案は流れたが、後日studioRECKLESSの小松原博之のノーベルガンダム[Ver.Jup]がイベント限定ガレージキットとして発表されている。ノーベルガンダムをベースにセーラージュピター風にアレンジしたデザインとなり、髪型はポニーテールになりプロポーションも長身化されている。なお、細かい設定などは付加されていない。

## 他作品への登場
- 2004年のテレビアニメ『焼きたて!!ジャぱん』に登場。同名の漫画を原作としている中、アニメオリジナルの演出として黒い三連星を模したキャラクターの駆るドム3機を『機動戦士ガンダム』のアムロ・レイの駆るRX-78-2 ガンダムのように踏み台にしながら、ハリセンで倒していく姿が描かれた。コクピットは『機動武闘伝Gガンダム』本編と異なりモビルトレースシステムではなく、『機動戦士ガンダム』のモビルスーツのものになっている。
- 2010年のOVA『模型戦士ガンプラビルダーズ ビギニングG』のコミカライズ作品『模型戦士ガンプラビルダーズA』と公式外伝の『模型戦士ガンプラビルダーズD』では、本機のガンプラがモビルトレースシステムを再現した「Fポッド」で操縦された。搭乗者はいずれもアレンビー同様に女性であり、彼女と同デザインのファイティングスーツを着用した。
- 2013年のテレビアニメ『ガンダムビルドファイターズ』には、本機のカラーリングを変更したガンプラ「ノーベルガンダム・デコ」がアレンビーの色違いの女性、イマイ・アリスによって操縦された。
  - 2014年のテレビアニメ『ガンダムビルドファイターズトライ』（上記作品の続編）には、本機のカラーリングを変更して後頭部をポニーテールにまとめ、ライジングガンダムから流用したライジングアローとヒートナギナタを用いるガンプラ「ノーベルガンダム（シグレ・マヒル仕様）」がシグレ・マヒルによって操縦された。